# Tom Clancy's Splinter Cell
Tom Clancy's Splinter Cell é uma série de jogos eletrônicos desenvolvida e publicada pela Ubisoft e Xbox Game Studios.
O primeiro, originalmente, foi lançado exclusivamente para o Xbox em 2002, ganhando versões para Microsoft Windows, PlayStation 2, e GameCube em 2003 e 2004. O personagem principal é o agente especial Sam Fisher. Fisher trabalha para a Third Echelon, uma divisão secreta da NSA que presta serviços de monitoramento para o governo americano. Splinter Cell é bastante comparado com a popular série Metal Gear Solid, pois apresenta elementos de espionagem, equipamentos de última geração, entre outros fatores. Também é caracterizado pelo alto nível de atenção que os jogadores devem ter durante todo o jogo, pois a maioria dos acontecimentos é quase inesperada, obrigando o jogador a pensar e reagir rapidamente para não falhar a missão.

## Jogos
| Ano  | Título                                       | Disponibilidade                                                                   |
| ---- | -------------------------------------------- | --------------------------------------------------------------------------------- |
| 2002 | Tom Clancy's Splinter Cell                   | Xbox, Xbox 360, Xbox One, Xbox Series X\|S, Windows, GameCube, PlayStation 2      |
| 2004 | Tom Clancy's Splinter Cell: Pandora Tomorrow | Xbox, Xbox 360, Xbox One, Xbox Series X\|S, Windows, GameCube, PlayStation 2      |
| 2005 | Tom Clancy's Splinter Cell: Chaos Theory     | Xbox, Xbox 360, Xbox One, Xbox Series X\|S, Windows, GameCube, PlayStation 2      |
| 2006 | Tom Clancy's Splinter Cell: Essentials       | PlayStation Portable                                                              |
| 2006 | Tom Clancy's Splinter Cell: Double Agent     | Xbox, Xbox 360, Xbox One, Xbox Series X\|S, Windows, GameCube, Wii, PlayStation 2 |
| 2010 | Tom Clancy's Splinter Cell: Conviction       | Xbox 360, Xbox One, Xbox Series X\|S, Windows                                     |
| 2013 | Tom Clancy's Splinter Cell: Blacklist        | Xbox 360, Xbox One, Xbox Series X\|S, Windows, WiiU, PlayStation 3                |

### Outros títulos
Também foi lançado um episódio que contém algumas fases dos jogos anteriores denominado Tom Clancy's Splinter Cell: Essentials, exclusivo para o videogame portátil PSP. Para o N-Gage foram lançados Tom Clancy's Splinter Cell: Chaos Theory e Tom Clancy's Splinter Cell: Team Stealth Action. Um outro título, Tom Clancy's Splinter Cell: Conviction, esteve marcado para ser lançado em novembro de 2007 de forma exclusiva para plataformas Xbox 360 e Windows, mas foi adiado para 2010, quando viu seu lançamento surgir.
A história do jogo original é baseada numa ideia do escritor Tom Clancy, considerado um especialista por suas detalhadas histórias científico-militares tendo como palco o mundo pós-Guerra fria. Clancy é autor de obras como The Hunt for Red October e Jogos Patrióticos.